# Роз'їзд 117
Роз́'їзд 117 (каз. рзд.117) — станційне селище у складі Жанааркинського району Улитауської області Казахстану. Входить до складу Байдали-бійського сільського округу.
Населення — 22 особи (2021; 78 у 2009, 82 у 1999, 79 у 1989).
Національний склад станом на 1989 рік:
- казахи — 100 %.

Станом на 1989 рік селище називалось 117 км.